# História da relatividade especial
A história da relatividade especial trata dos diversos resultados teóricos e achados empíricos obtidos por Albert Michelson, Hendrik Lorentz, Henri Poincaré e outros. Estes resultados e achados culminaram na teoria da relatividade especial proposta por Albert Einstein, e no trabalho subsequente de Max Planck, Hermann Minkowski e outros.

## Introdução
Embora Isaac Newton tenha baseado sua teoria nos conceitos de espaço e tempo absolutos, ele também aderiu ao princípio da relatividade de Galileu Galilei. Este afirmou que todos os observadores que se movem uniformemente um em relação ao outro devem formular as leis da natureza da mesma forma, e que nenhum estado de movimento absoluto pode ser atribuído a nenhum dos observadores. Durante o século XIX a teoria do éter foi amplamente aceita, na maior parte das vezes, da forma como foi proposta por James Clerk Maxwell. De acordo com Maxwell "todos" os fenômenos ópticos e elétricos propagavam-se em um meio. Assim, parecia ser possível determinar o movimento "absoluto" em relação ao éter e, portanto, refutar o princípio de Galileu.
O fracasso de todos os experimentos para detectar o movimento através do éter levou Lorentz, em 1892, a desenvolver uma teoria, conhecida como Teoria do éter de Lorentz, baseada em um éter imóvel e nas transformações de Lorentz. Com base no éter de Lorentz, Henry Poincaré propôs, em 1905, o Princípio de Relatividade como uma lei geral da natureza, que incluía a eletrodinâmica e a gravitação. No mesmo ano, Albert Einstein publicou o artigo que agora é chamado de Teoria da relatividade especial - ele reinterpretou radicalmente a eletrodinâmica de Lorentz , mudando os conceitos de espaço e tempo e abolindo o éter. Isso abriu caminho para a Relatividade Geral. O trabalho subsequente de Hermann Minkowski estabeleceu os fundamentos para as Teorias relativísticas de campo

## O Éter e a Eletrodinâmica do Movimento dos Corpos

### Modelos do Éter e as Equações de Maxwell
De acordo com os trabalhos de Thomas Young (1804) e Augustin-Jean Fresnel (1818), acreditava-se que a luz propagava-se como uma onda transversal em um meio elástico chamado de éter luminífero. Entretanto, foi feita uma distinção entre fenômenos ópticos e eletrodinâmicos, então era necessário criar modelos específicos de éter para cada um dos fenômenos. Tentativas de unificar esses modelos ou de criar uma descrição mecânica completa deles não tiveram sucesso,  mas depois do considerável trabalho de diversos cientistas, entre eles, Michael Faraday e William Thomson, James Clerk Maxwell(1864) desenvolveu uma teoria precisa do eletromagnetismo através da derivação de um conjunto de equações para eletricidade, magnetismo e indutância, chamadas de equações de Maxwell. Primeiramente ele propôs que de fato a luz consistia em ondulações (radiação eletromagnética) no "mesmo" meio etéreo que é a causa dos fenômenos elétricos e magnéticos. Entretanto, a teoria de Maxwell era insatisfatória no que diz respeito à óptica e ao movimento dos corpos, e enquanto ele foi capaz de apresentar um modelo matemático completo, ele não pode prover uma descrição mecânica coerente do éter.
Depois que Heinrich Hertz demonstrou a existência das ondas eletromagnéticas, em 1887, a teoria de Maxwell foi amplamente aceita. Além disso, Oliver Heaviside e Hertz também desenvolveram uma teoria e introduziram versões modernas das equações de Maxwell. As Equações de "Maxwell-Hertz" ou "Heaviside-Hertz" posteriormente formaram uma base importante para o desenvolvimento da eletrodinâmica. A notação utilizada por Heaviside é utilizada ainda hoje. Outra importante contribuição para a teoria de Maxwell foi feita por George FitzGerald, Joseph John Thomson, John Henry Poynting, Hendrik Lorentz e Joseph Larmor.

### A busca pelo éter
Em relação ao movimento relativo e a influência mútua da matéria e do éter, duas teorias eram consideradas? A teoria de Fresnel (e posteriormente Lorentz), que desenvolveu uma Teoria do Éter Estacionário, na qual a luz propagava-se como uma onda transversal e o éter era parcialmente arrastado, com um coeficiente de gerado pela matéria. Baseado nessa teoria, Fresnel estava apto a explicar a Aberração da luz e outros fenômenos ópticos.  Por outro lado, George Gabriel Stokes afirmou em 1845 que o éter era "totalmente" arrastado pela matéria (posteriormente esse ponto de vista foi compartilhado por Hertz). Nesse modelo, o éter pode ser rígido para objetos rápidos e fluido para objetos lentos. Assim, a Terra poderia se mover livremente através dele, mas ele seria rígido o suficiente para transportar a luz.  A teoria de Fresnel ganhou destaque porque seu coeficiente de arrasto foi confirmado pela experimento de Fizeau, realizado por Hippolyte Fizeau em 1851, que mediu a velocidade da luz em líquidos em movimento. 

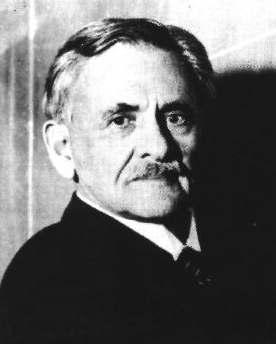
Albert Abraham Michelson

Albert Abraham Michelson (1881) tentou medir o movimento da Terra em relação ao éter (Vento etéreo), conforme esperado pela teoria de Fresnel, utilizando um interferômetro. Ele não pode determinar nenhum movimento relativo, então interpretou o resultado como uma confirmação da tese de Stokes.   Entretanto, Lorentz (1886) mostrou que os cálculos de Michelson estavam errados e que a precisão das medidas estava superestimada. Isso, somado à larga margem de erro, tornou os resultados do experimento de Michelson inconclusivos. Além disso, Lorentz mostrou que o a teoria de Stokes, a respeito do arrasto completo do éter, levava a consequências contraditórias, por isso, deu seu apoio a uma teoria do éter similar à de Fresnel.  Para checar a teoria de Fresnel novamente, Michelson e Edward Morley (1886) repetiram o experimento de Fizeau. O coeficiente de arrasto de Fresnel foi confirmado com exatidão pelo experimento. Michelson tinha agora a opinião de que a teoria do éter estacionário de Fresnel era correta.  Para esclarecer a situação, Michelson e Morley (1887) repetiram o experimento de Michelson de 1881, e aumentaram substancialmente a precisão da medição. Contudo, a agora famosa Experiência de Michelson-Morley resultou em mais um resultado negativo, i.e., nenhum movimento do aparato através do éter foi detectado (embora a velocidade da terra tenha uma diferença de 60 km/s do inverno para o verão). Os físicos estavam então confrontados com dois experimentos aparentemente contraditórios: O experimento de 1886 como uma aparente confirmação do Éter estacionário de Fresnel, e o experimento de 1887 como uma aparente confirmação do éter completamente arrastado de Stokes. 
Uma possível solução para o problema foi mostrada por Woldemar Voigt (1887), que investigou o Efeito Doppler para ondas propagando-se em um meio elástico incompressível e deduziu as relações de transformação que mantiveram a equação de onda no espaço vazio imutável, e explicou o resultado negativo do Experimento Michelson-Morley. As incluíram o fator de Lorentz {\displaystyle \scriptstyle {1/{\sqrt {1-{v^{2}}/{c^{2}}}}}}  para as coordenadas y e z, e uma nova variável de tempo  {\displaystyle \scriptstyle {t'=t-vx/c^{2}}} que posteriormente foi chamada de "tempo local". Entretanto, o trabalho de Voight foi completamente ignorado por seus contemporâneos. 
FitzGerald (1889) ofereceu outra explicação para o resultado negativo do experimento Michelson-Morley. Ao contrário de Voight, FitzGerald especulou que as forças intermoleculares eram possivelmente de origem elétrica, então os corpos materiais utilizados no experimento sofreriam uma contração no sentido do movimento. Essa explicação ia de encontro ao trabalho de Heaviside (1887), que determinou que os campos eletrostáticos em movimento sofriam deformação (elipsoide de Heaviside). Entretanto, a ideia de Fitzgerald permaneceu desconhecida e não foi discutida até que Oliver Lodge publicou um resumo da ideia em 1982. Lorentz (1892b) também propôs a contração do comprimento independentemente de Fitzgerald, como forma de explicar a experiência de Michelson-Morley. Por uma questão de plausibilidade, Lorentz referiu-se à analogia da contração dos campos eletrostáticos. Todavia, mesmo Lorentz admitiu que esta não era uma razão necessária e a contração do comprimento, consequentemente, permaneceu como uma hipótese ad hoc. 

### Teoria do Elétron de Lorentz

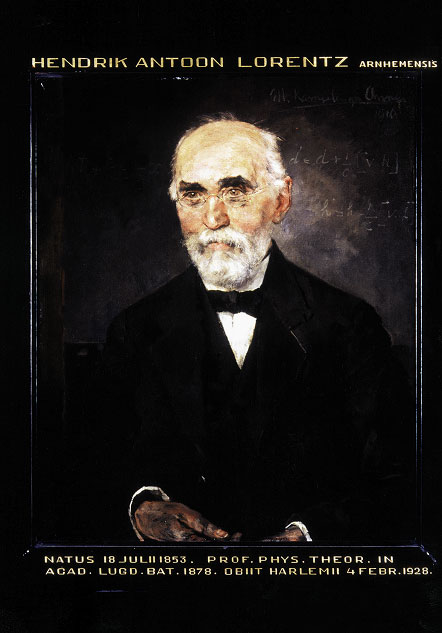
Hendrik Antoon Lorentz

Lorentz (1892a) estabeleceu fundações de sua teoria do éter, assumindo a existência do elétron, o qual ele separou do éter, e substituindo as equações de "Maxwell-Hertz" pelas equações de "Maxwell-Lorentz". No modelo de Lorentz, o éter é imóvel e, ao contrário da teoria de Fresnel, não sofre arrasto parcial pela matéria. Uma importante consequência dessa noção era que a velocidade da luz é totalmente independente da velocidade da fonte. Lorentz não fez nenhuma afirmação sobre a natureza mecânica do éter e dos processos eletromagnéticos, porém, tentou explicar os processos mecânicos por meio dos eletromagnéticos, criando assim um éter eletromagnético abstrato. No âmbito de sua teoria, Lorentz calculou, assim como Heaviside, a contração dos campos eletrostáticos.  Lorentz (1985) também introduziu o que ele chamou de "Teorema dos Estados Correspondentes" para termos de primeira ordem em {\displaystyle \scriptstyle {v/c}}. Esse teorema estabelece que um observador em movimento (em relação ao éter) em seu campo "imaginário" faz as mesmas observações que o restante dos observadores e, seu campo "real". Uma parte importante disso foi o tempo local {\displaystyle \scriptstyle {t'=t-vx/c^{2}}}, que fora introduzido independentemente da teoria de Voigt e que abriu o caminho para as Transformações de Lorentz. Com a ajuda desse conceito, Lorentz pôde explicar a aberração da luz, o Efeito Doppler e a experiência de Fizeau. Entretanto, o tempo local de Lorentz era apenas um auxílio matemático para simplificar a transformação de um sistema para o outro - foi Poincaré, em 1900, quem reconheceu que o tempo local era, na verdade, indicado por relógios em movimento.  Lorentz também reconheceu que sua teoria violava o princípio de ação e reação, uma vez que o éter agia na matéria, mas a matéria não podia agir sobre o éter imóvel. 
Um modelo muito similar foi criado por Joseph Larmor (1897, 1900). Larmor foi o primeiro a colocar as Transformações de Lorentz de 1895 numa forma algébrica equivalente às modernas, afirmando, no entanto, que suas transformações preservavam a forma das equações de Maxwell apenas para a segunda ordem de {\displaystyle c/v}. O próprio Lorentz posteriormente perceberia a preservação dessas formas para todas as ordens de {\displaystyle c/v}. Larmor notou nessa ocasião que não só a contração do comprimento poderia ser obtida partindo delas, mas também conseguiu calcular algum tipo de dilatação temporal nas órbitas eletrônicas, especificando posteriormente suas considerações em 1900 e 1904. Independentemente de Larmor, Lorentz também generalizou suas transformações de segunda ordem e percebeu matematicamente o mesmo efeito de dilatação temporal.
Outros cientistas, além de Lorentz e Larmor, também tentaram desenvolver um modelo consistente de eletrodinâmica. Emil Cohn (1900, 1901) por exemplo, que criou uma Eletrodinâmica alternativa, descartando a existência do Éter (ao menos em sua forma anterior) e usando, assim como Ernst Mach, as estrelas fixas como referencial. Devido a inconsistências internas na teoria, como diferentes velocidades para a luz em diferentes direções, ela foi substituída pelas teorias de Lorentz e Einstein.